# Bo de Groot
Bo de Groot is het enige Duitstalige album van Boudewijn de Groot, verschenen eind 1983. 
Het album bevat vertaalde versies van nummers die De Groot eerder opnam voor zijn albums Hoe sterk is de eenzame fietser en Van een afstand. Het album is geflopt.

De backing vocals werden verzorgd door Hans Vermeulen en de gitaar wordt gespeeld door zijn broer Jan Vermeulen.

## Tracklist
| Nr. | Titel                      | Duur |
| --- | -------------------------- | ---- |
| 1.  | Was Worbei Ist, Ist Vorbei | 4:13 |
| 2.  | Jimmy                      | 3:31 |
| 3.  | Der Alte Fluß              | 5:21 |
| 4.  | Ich Fühle Mich Nicht Mehr  | 2:36 |
| 5.  | Licht Für Sekunden         | 5:00 |

| Nr. | Titel                   | Duur |
| --- | ----------------------- | ---- |
| 1.  | Nun Holt Uns Die Hölle  | 4:45 |
| 2.  | Der Schwimmer           | 3:40 |
| 3.  | Abflug                  | 4:17 |
| 4.  | Ohne Dich               | 3:30 |
| 5.  | Heut' Ist Kein Karneval | 3:20 |